# Bésor
Le Bésor ou Wadi Gaza (en arabe : وَادِي غَزَة) est un fleuve au sud d'Israël et de la Palestine, qui prend sa source au Mont Mihya (he:הר מחיה) dans le désert du Neguev (à proximité d'Avdat et de Sde Boker) et se jette dans la Méditerranée après avoir traversé la bande de Gaza, au sud de la ville de Gaza.

## Étymologie
La rivière est aussi connue comme torrent Bésor, ravin de Bésor. 
- en hébreu :נחל הבשור Nahal Ha-Besor. Le mot Besor signifie bonne nouvelle, réjouissante.
- en arabe : Wadi Besor, Wadi Ghazzeh, Wadi Shelaleh (ou Shâllâlâh).

## Géographie
Le fleuve Bésor passe à côté des kibboutzim de Tzéélim et Réïm.
C'est le plus long des fleuves israéliens et palestiniens qui se jette dans la mer Méditerranée, après un cours de 80 kilomètres. Son bassin hydrographique couvre une superficie de 3 400 km2, comprenant les hauteurs d’Ovdat, Arad, les collines de Lahav et les collines occidentales d’Hébron. Entre Tzéélim et Réïm, son cours est classé en réserve naturelle, sous le nom de Eshkol National Park (he) (du nom de Levi Eshkol), qui est aussi appelé « HaBesor National Park » et dépend de la Direction de la Nature et des Parcs. Une aire naturelle de loisirs y a été aménagée avec des tables de pique-nique, des jeux pour les enfants ainsi qu'un pont suspendu au-dessus du ravin du Bésor.
Un autre site remarquable est l'ancien pont sur le Bésor de la ligne de chemin de fer Rafah - Beer-Sheva construite par les britanniques pendant la Première Guerre mondiale, qui a été en partie reconstitué en 2004.
Ce cours d'eau a un régime hydrologique, lié à un climat local, où les pluies sont peu fréquentes mais peuvent être brusques et intenses. Le Bésor est, par conséquent, notoirement connu pour ses crues. 

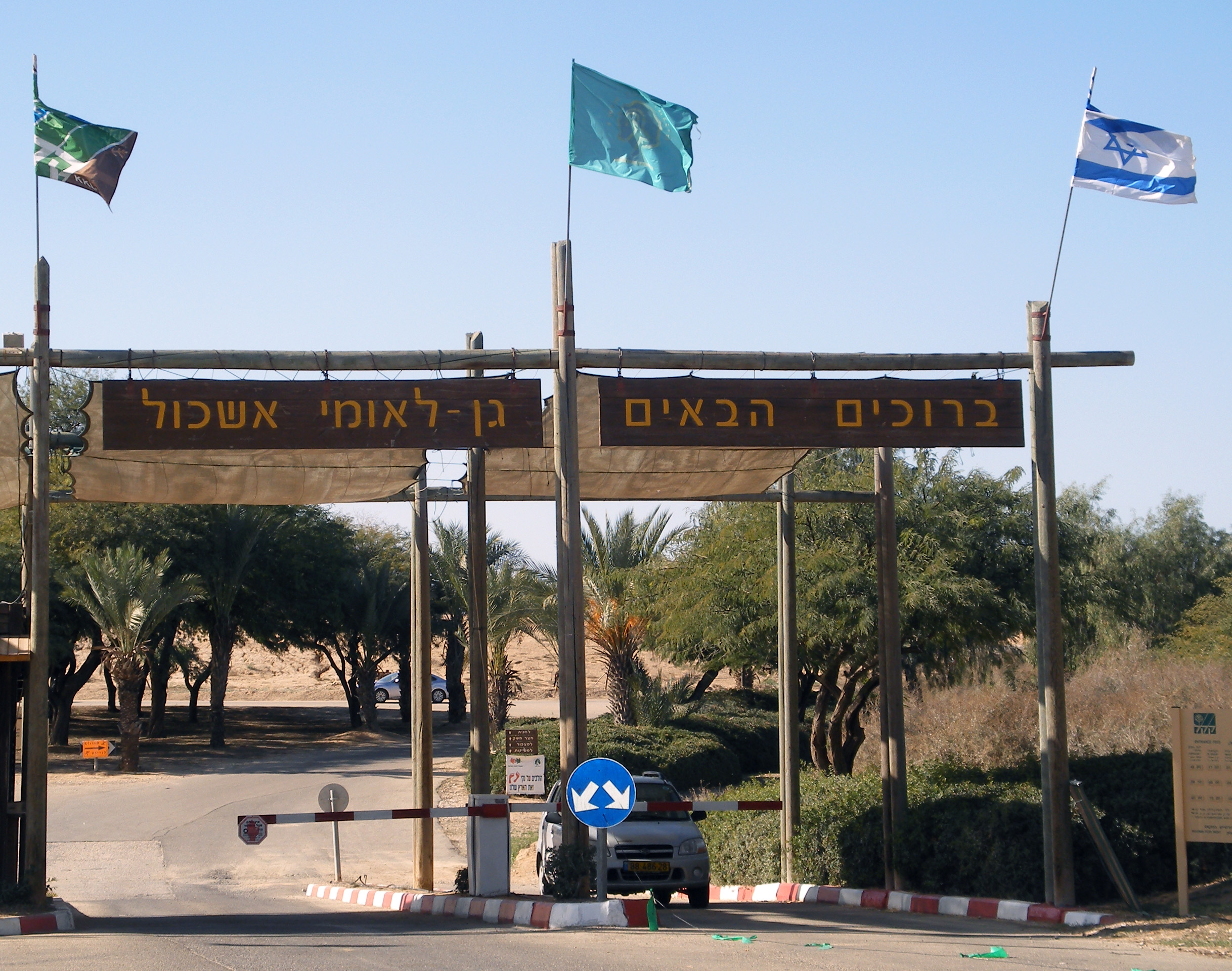
Entrée du parc national Eshkol.
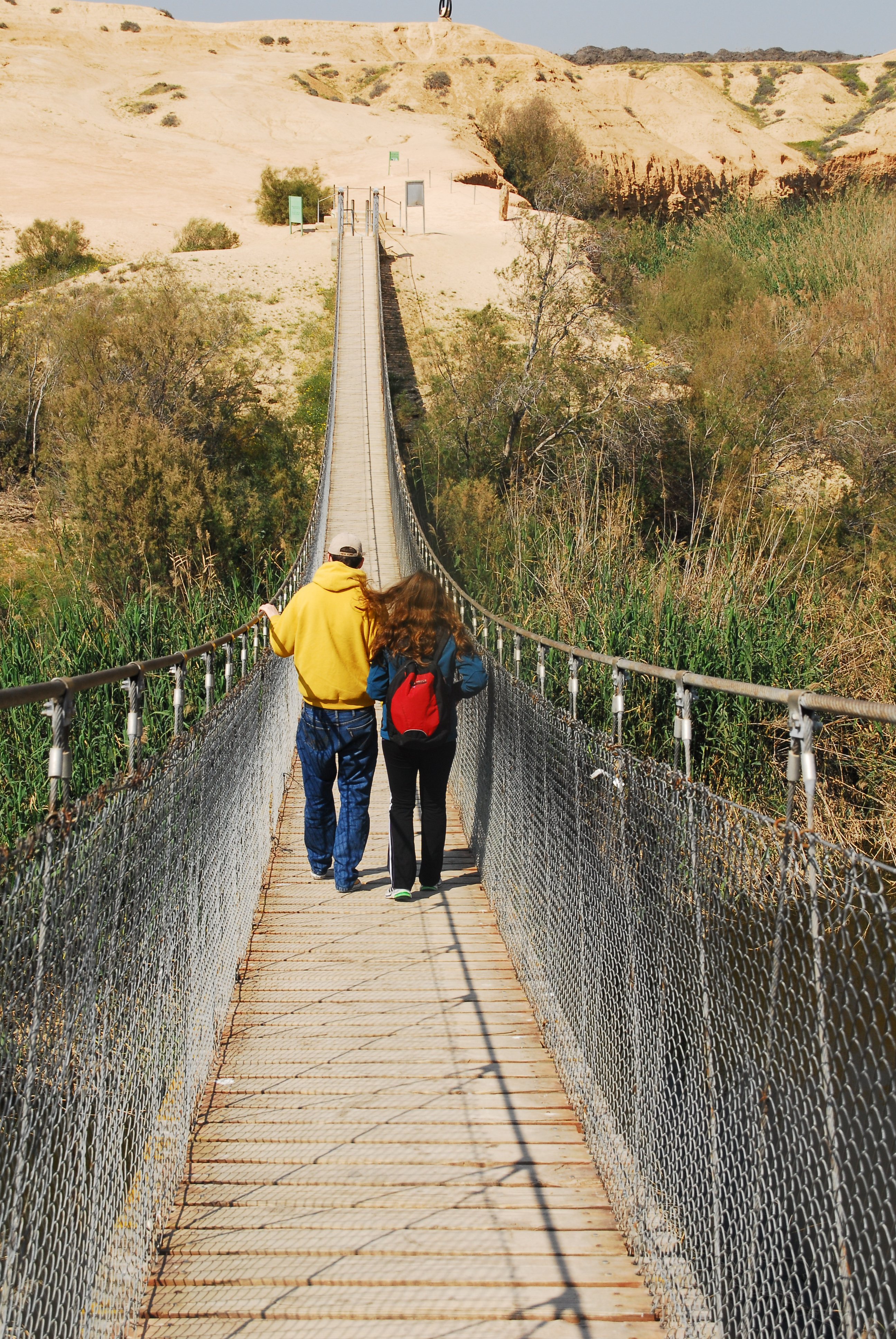
Pont suspendu au-dessus du ravin de la Bésor.
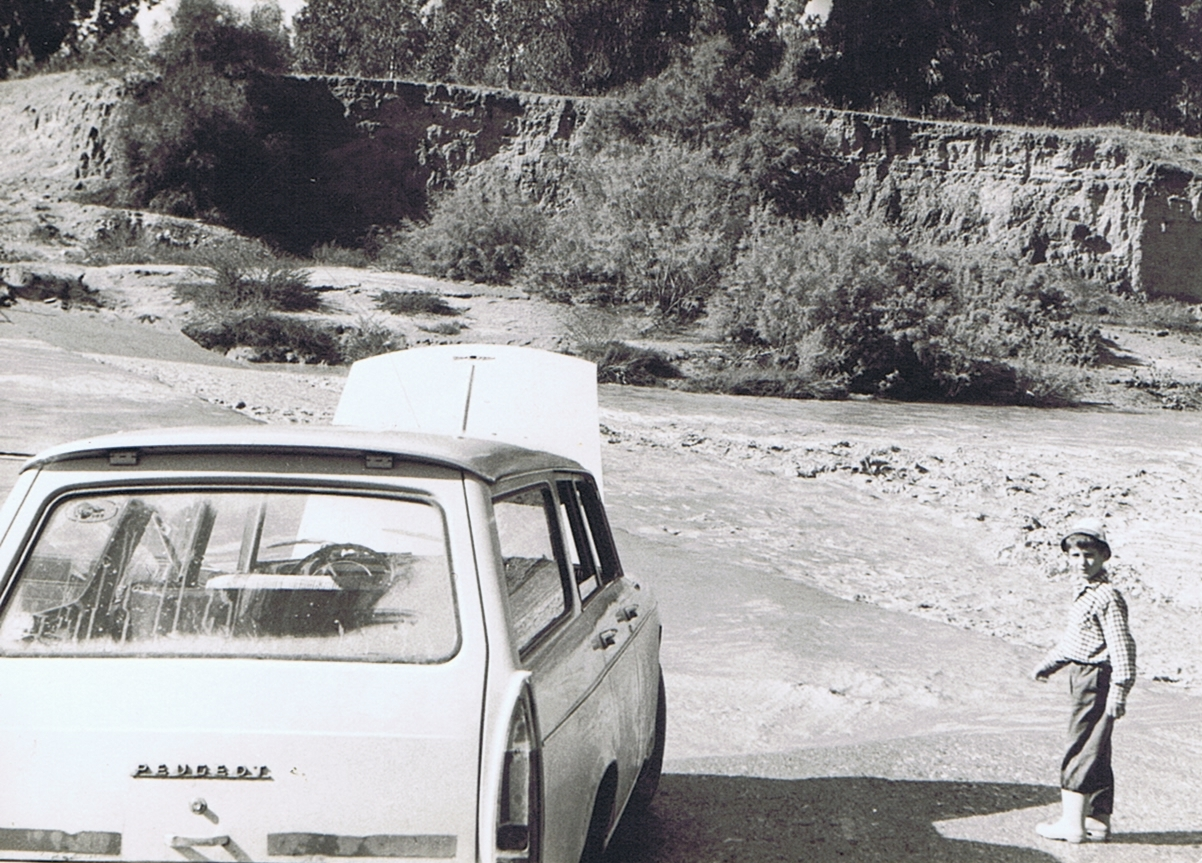
Le pont de Réïm inondé sur la rivière Bésor (entre 1970 et 1975).

## Archéologie
- Un comptoir commercial datant de la Ire dynastie de l'Égypte antique témoigne de l'intensité des échanges entre la Palestine et l'Égypte.

- Sur la rive ouest de la rivière entre Tzéélim et Réïm se trouve tel Sharou'hen, une ancienne place forte des Hyksôs.

- De chaque côté de la route reliant Tzéélim à Urim, l'archéologue Rudolph Cohen découvre des vestiges préhistoriques dans les années 1980. Tout proche du cimetière de Tzéélim, les vestiges d'une implantation du Xe siècle av. J.-C. sont mis au jour par l'archéologue Goufna.

## Époque biblique
Le torrent Bésor est cité dans la bible, au Ier livre de Samuel, chapitre 30, versets 9-10 et 21 :
David poursuit des brigands, les Amalécites, qui ont pillé Siceleg (צִקְלַג), pour leur reprendre leur butin. Il est accompagné de six cents hommes. Arrivés au ravin de Bésor, deux cents de ses hommes s'arrêtent là, trop fatigués pour poursuivre la route. David continue avec les quate cents hommes restants, retrouve les brigands, et récupère leur butin. Ils reviennent ensuite au torrent Bésor et partagent le butin entre eux tous.